# Paquin (modehuis)

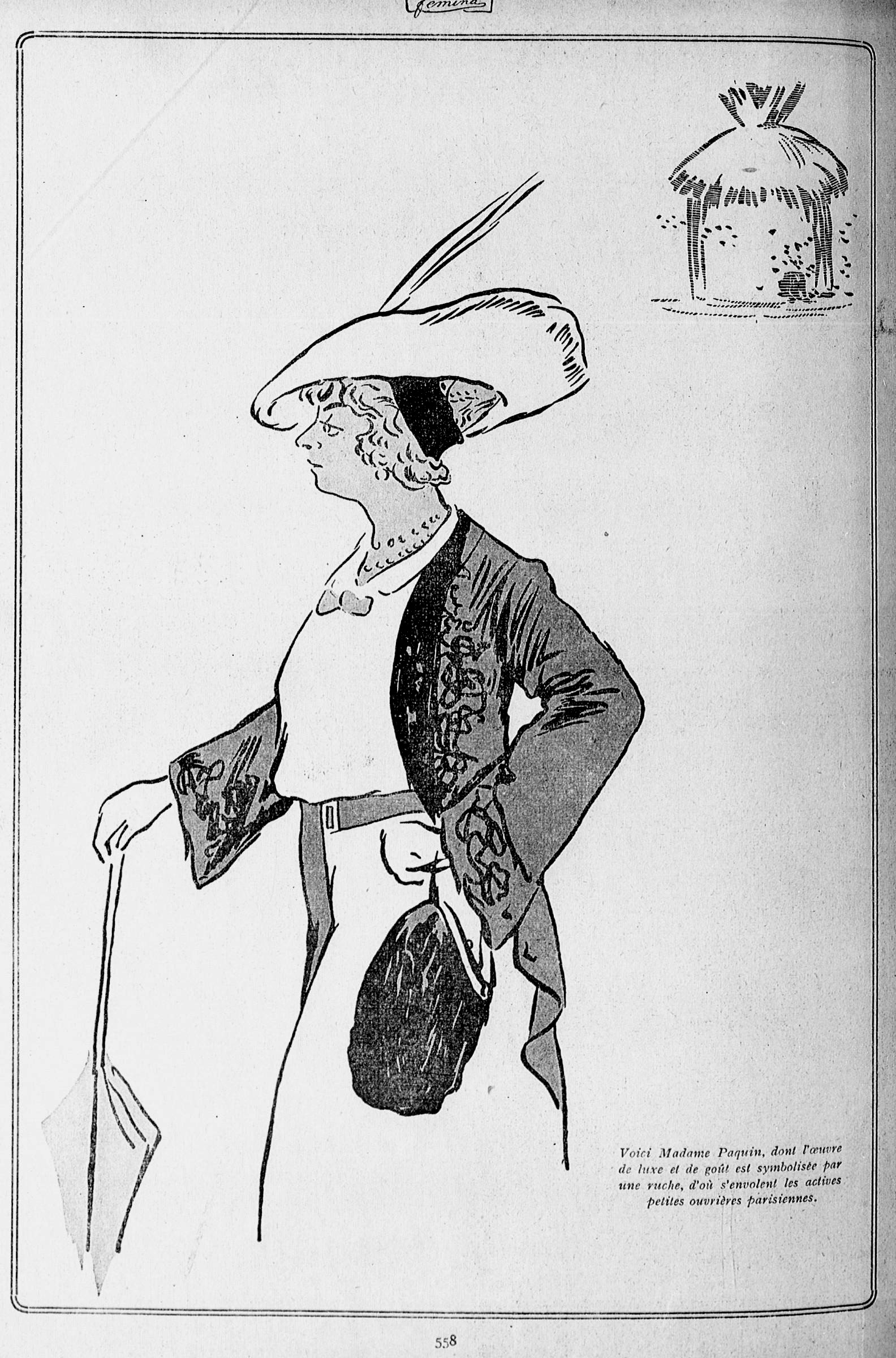
Karikatuur van Jeanne Paquin door "Sem" (Georges Goursat) uit 1910.

Paquin was een modehuis dat in Parijs haute couture verkocht. Het huis ging in 1891 open en sloot op 1 juli 1956 de deuren. In die dagen leek het alsof de haute couture weinig toekomst meer had. Ook de grote concurrent, het modehuis Worth - dat in 1950 was overgenomen door Paquin -, sloot toen de deuren.
Paquin stond bekend om de moderne snit van de kleding. De naamgeefster en oprichtster was Jeanne Paquin (1869 — 1936). Nadat zij in 1920 met pensioen ging werd de zakelijke leiding overgenomen door Henri Joire. Madeleine Wallis maakte de collectie. Het huis Paquin werkte samen met illustratoren en architecten zoals Léon Bakst, George Barbier, Robert Mallet-Stevens en Louis Süe die voor het toneel ontwierp.
In 1936 werd Ana de Pombo ontwerpster. Zij werden opgevolgd door Colette Massignac en de Amerikaan Alan Graham die de kleding van het huis Paquin tot de opheffing in 1956 ontwierp.

## Fotogalerij

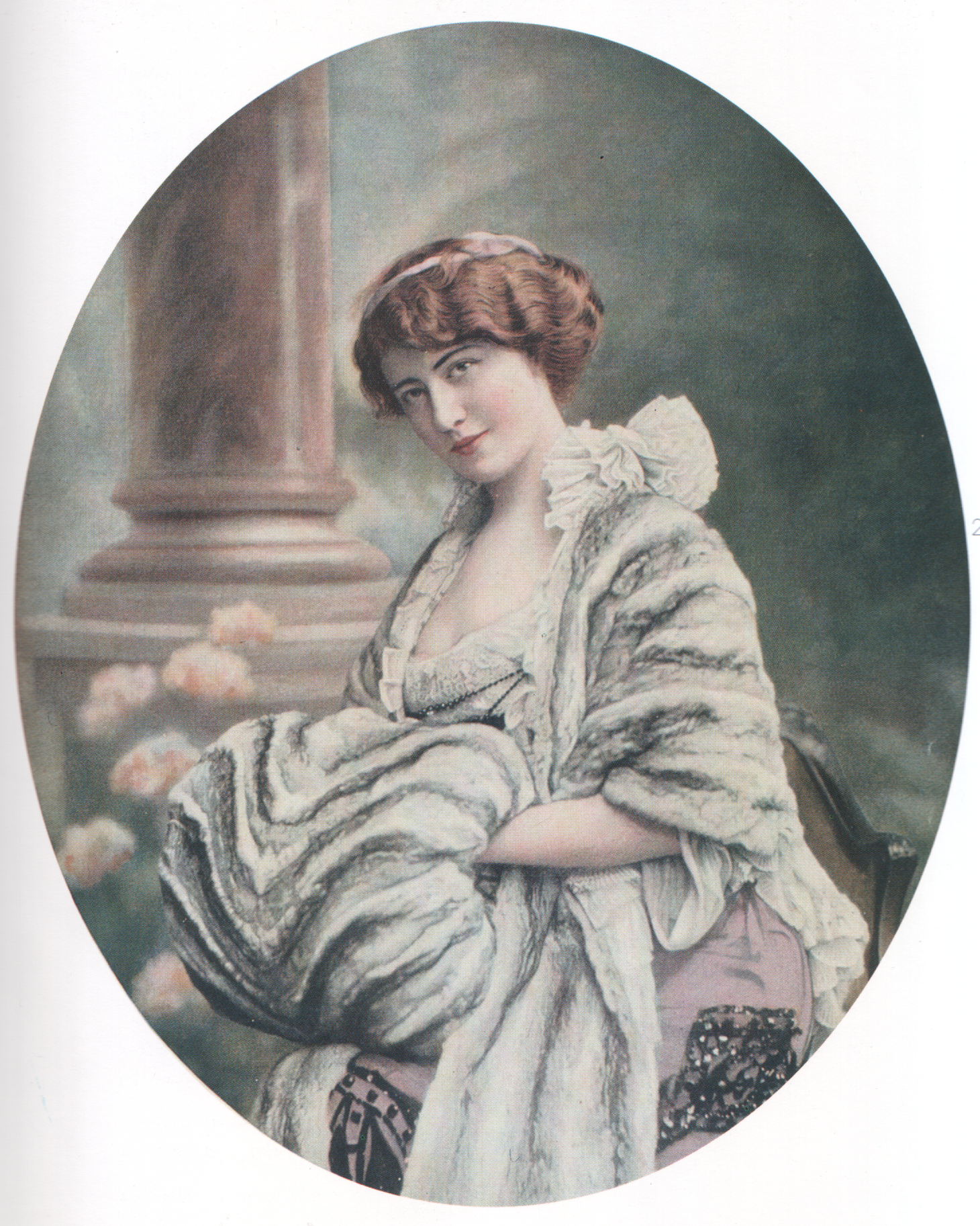
Mantel en stola van chinchilla uit 1903.
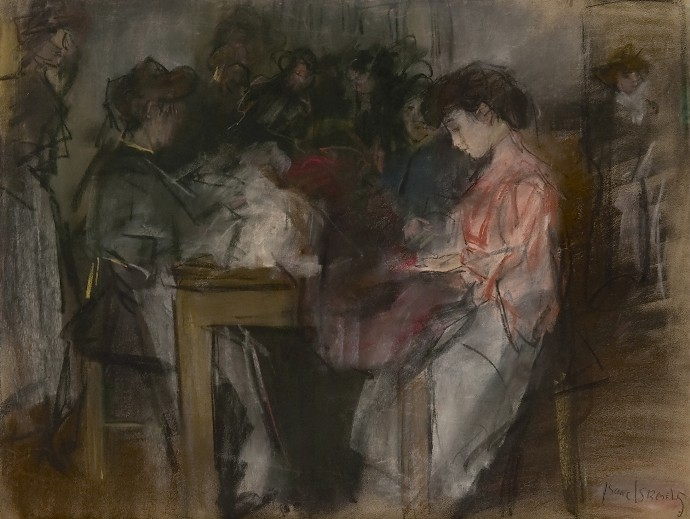
Isaac Israëls schilderde rond 1904 dit "Naaiatelier van modehuis Paquin".
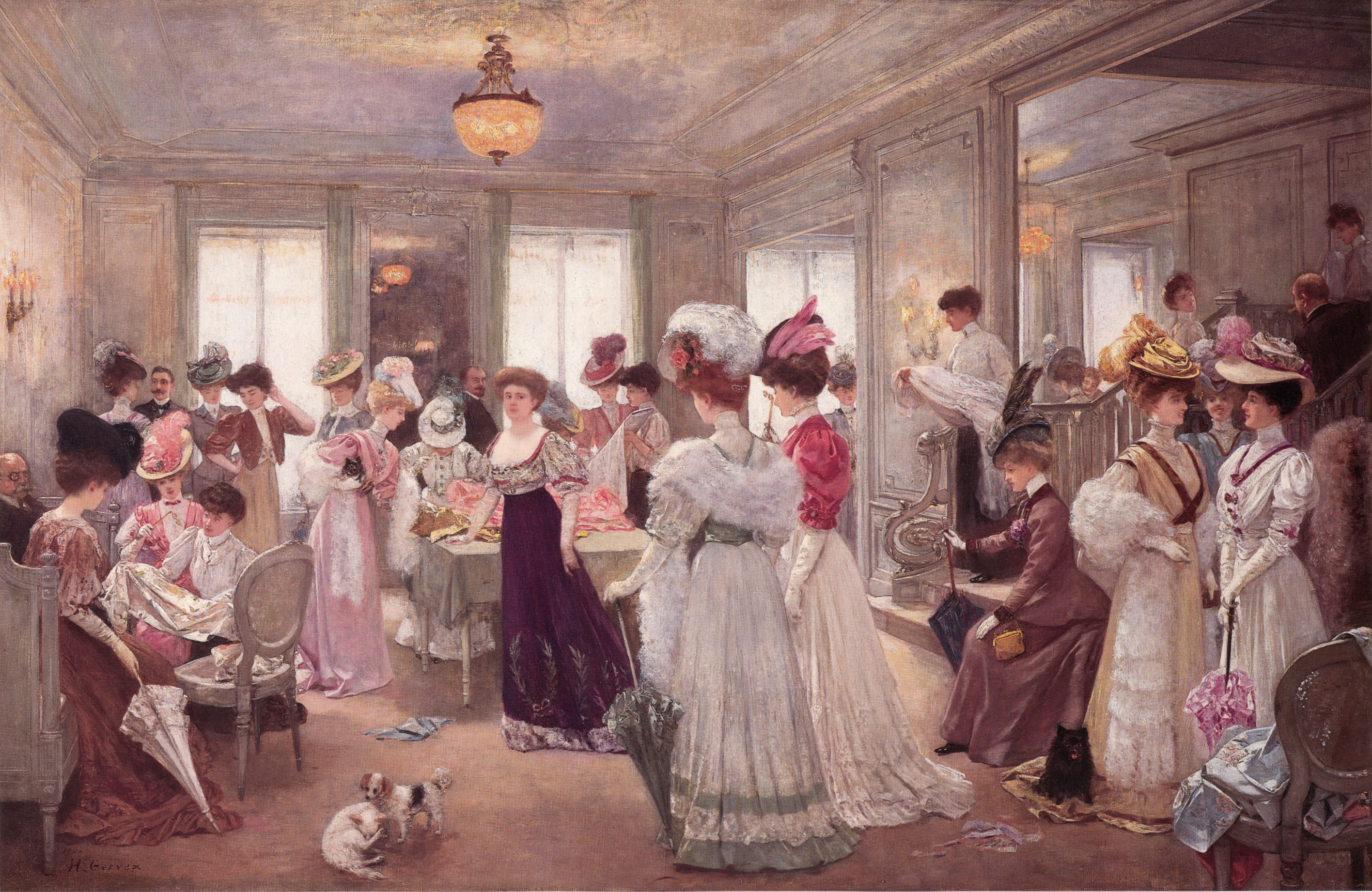
"Vijf uur bij Paquin". Schilderij van Henri Gervex uit 1906.
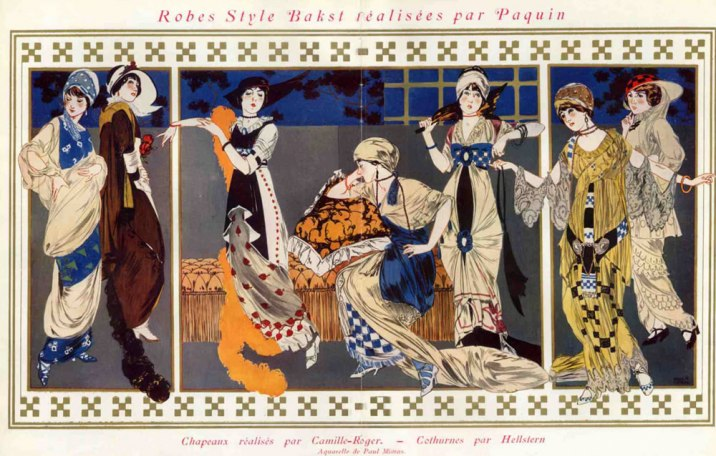
Ontwerpen die Léon Bakst in 1912 voor Paquin maakte.
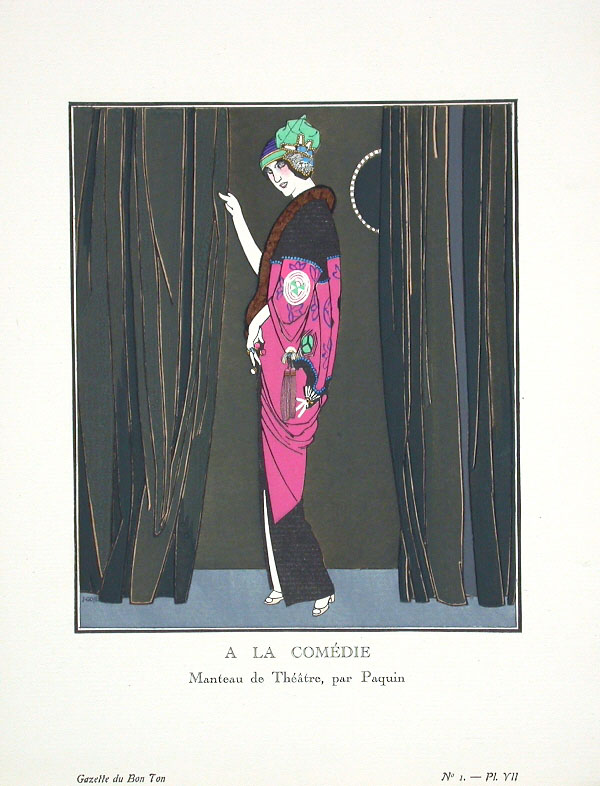
Jas voor het theater uit 1913.
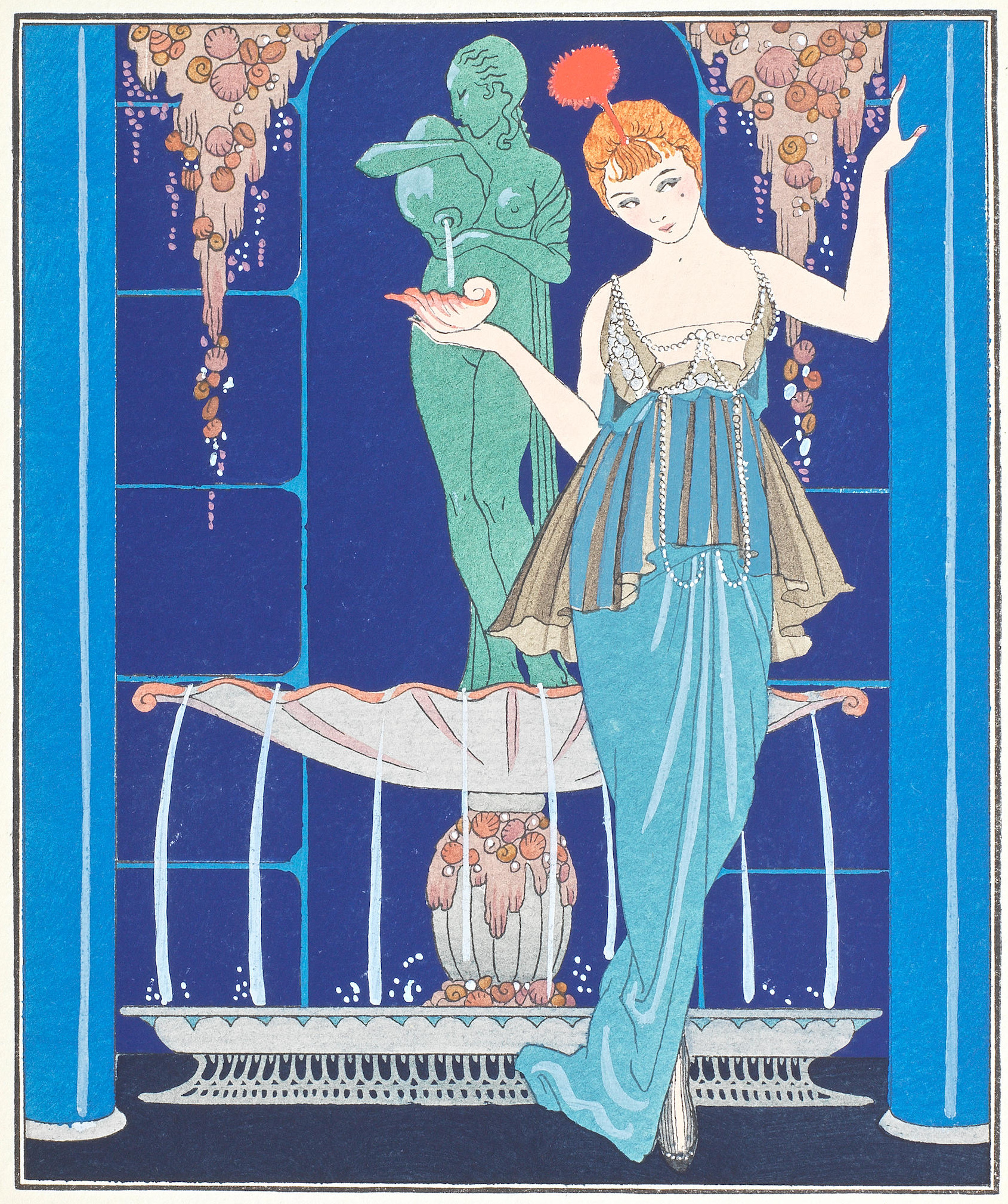
Avondkleding uit 1914.
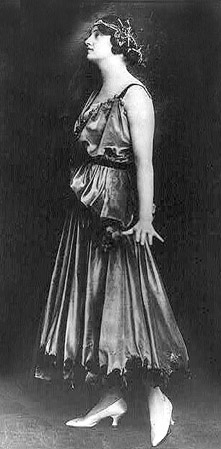
Avondkleding uit 1915 — 1917.